# Henrik Johansson Tornberg
Henrik Johansson Tornberg, född 1678 i Kautokeino, Norge, död 15 april 1743 i Nedertorneå församling, var en svensk präst.

## Biografi
Tornberg var son till Johannes Nicolai Tornberg och sonson till Nicolaus Nicolai Ulopolitanus. Han gick i Härnösands gymnasium och fortsatte sina studier vid Uppsala universitet och skrevs in som student den 31 oktober 1704.
På 1710-talet bistod Tornberg sin far, som var kyrkoherde i Övertorneå. Han tjänstgjorde sedan som Kengis brukspredikant från 1718 till 1719 och utnämndes till komminister Nedertorneå församling i juli 1719. Tornberg avled i Nedertorneå den 15 april 1743 och begravdes tillsammans med sin hustru den 21 april 1743.